# Santa María del Cubillo
Santa María del Cubillo község Spanyolországban, Ávila tartományban. Santa María del Cubillo Ojos-Albos, Tolbaños, Maello, Villacastín, Las Navas del Marqués, Navalperal de Pinares és Ávila községekkel határos. Lakosainak száma 322 fő (2024).

## Népesség
A település népessége az utóbbi években az alábbiak szerint változott:
| Lakosok száma | 393  | 388  | 373  | 349  | 359  | 350  | 313  | 317  | 314  | 322  |
|               | 2001 | 2004 | 2006 | 2009 | 2011 | 2014 | 2016 | 2019 | 2021 | 2024 |